# Johann Carl von Skop
Johann Carl von Skop zvaný též Tluk (asi 1674 – ?) byl básník tvořící v latině.
Narodil se v Těšíně. Studoval v Krakově, Benátkách, Madridu, Salamance a v Římě, kde se stal i učitelem poetiky. Následně se vydal do Frankfurtu nad Odrou. Konvertoval z katolicismu k luteránství. Jeho majetek na Těšínsku byl rozchvácen „vzteklými mnichy“ a jemu samému bylo zakázáno v městě Těšíně pobývat. Roku 1701 se zapsal ve Frankfurtu ke studiu teologie pod jménem „Carolus Skop vulgo Tluck, eques Silesius“.

## Dílo
- Lilia Parnassi (1700)
- Applausus Artis Parnasseae (ca. 1701)  Archivováno 24. 9. 2015 na Wayback Machine.
- Varia Epigrammata Pertinentia Ad Lilia Parnassi (1702)
- Epigrammatum libri quatuor (ca. 1704)